# Spiru Haret
Spiru Haret (15. února 1851 Jasy – 17. prosince 1912 Bukurešť) byl rumunský matematik, astronom a politik arménského původu narozený v Moldávii (dnes území Rumunska).
Vystudoval matematiku a fyziku na Univerzitě v Bukurešti (1874). Doktorské studium absolvoval na pařížské Sorbonně. Ve své doktorské práci Sur l’invariabilité des grandes axes des orbites planétaires z roku 1878 významně přispěl k řešení problému n-těles v nebeské mechanice (tedy problému vzájemné přitažlivosti více než tří vesmírných objektů), když užil aproximaci třetího řádu. Byl prvním Rumunem, který získal doktorát (Ph.D.) na Sorbonně. Po návratu do Rumunska se více věnoval politice. Ve třech funkčních obdobích (1897–1899, 1901–1904, 1907–1910) byl rumunským ministrem školství, přičemž provedl hluboké reformy a vybudoval moderní rumunský vzdělávací systém. Chvilku byl též ministrem vnitra. Založil také astronomickou observatoř v Bukurešti a byl vyučujícím profesorem bukurešťské techniky. K vědecké práci se vracel výjimečně, roku 1880 publikoval studii o Velké rudé skvrně na Jupiteru. Roku 1910 pak vydal knihu Mécanique sociale (Sociální mechanika), kde se pokusil navrhnout užití matematiky pro vysvětlení lidského chování.